# مالكية الساحل
مالكية الساحل هي إحدى القرى اللبنانية من قرى قضاء صور في محافظة الجنوب.

## الموقع
مالكية الساحل التي تقع في قضاء صور واحدة من التقسيمات الإدارية في محافظة لبنان الجنوبي.

## المساحة
عدد المناطق العقارية: 75, متوسط المساحة (هكتار): 544, مجموع مساحات المناطق العقارية (هكتار): 40,809 